# Бощинек
Бощинек (пол. Boszczynek) — село в Польщі, у гміні Скальбмеж Казімерського повіту Свентокшиського воєводства.
Населення — 187 осіб (2011).
У 1975-1998 роках село належало до Келецького воєводства.

## Демографія
Демографічна структура на день 31 березня 2011 року:
|          | Загалом | Допрацездатний вік | Працездатний вік | Постпрацездатний вік |
| -------- | ------- | ------------------ | ---------------- | -------------------- |
| Чоловіки | 103     | 34                 | 58               | 11                   |
| Жінки    | 84      | 17                 | 50               | 17                   |
| Разом    | 187     | 51                 | 108              | 28                   |